# Commonwealth Games 1998/Teilnehmer (Namibia)
| Gelbes Symbol für Goldmedaillen mit stilisierten Olympischen Ringen | Graues Symbol für Silbermedaillen mit stilisierten Olympischen Ringen | Braundes Symbol für Bronzemedaillen mit stilisierten Olympischen Ringen |
| ------------------------------------------------------------------- | --------------------------------------------------------------------- | ----------------------------------------------------------------------- |
| —                                                                   | 2                                                                     | 1                                                                       |

Bei den Commonwealth Games 1998 nahm Namibia mit 38 Athleten, darunter 10 Frauen und 28 Männer, teil.

## Medaillen

### Medaillenspiegel
| Rang   | Sportart       | Gold | Silber | Bronze | Gesamt |
| ------ | -------------- | ---- | ------ | ------ | ------ |
| 1      | Leichtathletik | –    | 1      | 1      | 2      |
| 2      | Bowls          | –    | 1      | –      | 1      |
| Gesamt | Gesamt         | –    | 2      | 1      | 3      |

### Medaillengewinner
| Name/n                         | Sportart       | Wettkampf     |
| ------------------------------ | -------------- | ------------- |
| Silber                         |                |               |
| C. du Plessis L. Lindsay-Payne | Bowls          | Frauen – Paar |
| Frank Fredericks               | Leichtathletik | 100 m         |
| Bronze                         |                |               |
| Elizabeth Mongudhi             | Leichtathletik | Marathonlauf  |

## Teilnehmer nach Sportarten

### Bowls
| Athleten                       | Wettbewerb | Qualifikation   | Qualifikation | Viertelfinale   | Viertelfinale | Halbfinale      | Halbfinale | Finale          | Finale |
| Athleten                       | Wettbewerb | Gegner Ergebnis | Rang          | Gegner Ergebnis | Rang          | Gegner Ergebnis | Rang       | Gegner Ergebnis | Rang   |
| ------------------------------ | ---------- | --------------- | ------------- | --------------- | ------------- | --------------- | ---------- | --------------- | ------ |
| Frauen                         |            |                 |               |                 |               |                 |            |                 |        |
| C. du Plessis L. Lindsay-Payne | Paar       |                 |               |                 |               |                 |            |                 | 2      |
| Männer                         |            |                 |               |                 |               |                 |            |                 |        |
| Douw Calitz                    | Einzel     |                 |               |                 |               |                 |            |                 |        |

### Boxen
| Athleten     | Wettbewerb | Vorrunde 1 | Vorrunde 1 | Vorrunde 2 | Vorrunde 2 | Viertelfinale | Viertelfinale | Halbfinale | Halbfinale | Finale | Finale   |
| Athleten     | Wettbewerb | Gegner     | Ergebnis   | Gegner     | Ergebnis   | Gegner        | Ergebnis      | Gegner     | Ergebnis   | Gegner | Ergebnis |
| ------------ | ---------- | ---------- | ---------- | ---------- | ---------- | ------------- | ------------- | ---------- | ---------- | ------ | -------- |
| Männer       |            |            |            |            |            |               |               |            |            |        |          |
| Veikko Josua | bis 54 kg  |            |            |            |            |               |               |            |            |        |          |
| Frans Mumbuu | bis 60 kg  |            |            |            |            |               |               |            |            |        |          |

### Gymnastik
| Athletinnen                                                 | Wettbewerb | Qualifikation | Qualifikation | Finale | Finale |
| Athletinnen                                                 | Wettbewerb | Punkte        | Rang          | Punkte | Rang   |
| ----------------------------------------------------------- | ---------- | ------------- | ------------- | ------ | ------ |
| Frauen                                                      |            |               |               |        |        |
| Gharde Geldenhuys                                           | Einzel     |               |               | 30,655 | 24     |
| Gharde Geldenhuys Wilma Greeff Valne Muller Katje Pretorius | Mannschaft |               |               | 90,022 | 9      |

### Leichtathletik
Laufen und Gehen
| Athleten            | Wettbewerb   | Runde 1      | Runde 1 | Halbfinale    | Halbfinale    | Finale        | Finale        | Rang          |
| Athleten            | Wettbewerb   | Zeit         | Rang    | Zeit          | Rang          | Zeit          | Rang          | Rang          |
| ------------------- | ------------ | ------------ | ------- | ------------- | ------------- | ------------- | ------------- | ------------- |
| Frauen              |              |              |         |               |               |               |               |               |
| Elizabeth Mongudhi  | Marathonlauf | –            | –       | –             | –             | 2:43:28 h     | 3             | 3             |
| Männer              |              |              |         |               |               |               |               |               |
| Tobias Akwenye      | 200 m        | 22,12 s      | 5       | ausgeschieden | ausgeschieden | ausgeschieden | ausgeschieden | ausgeschieden |
| Benedictus Botha    | 100 m        | 11,07 s      | 5       | ausgeschieden | ausgeschieden | ausgeschieden | ausgeschieden | ausgeschieden |
| Frank Fredericks    | 100 m        |              |         |               |               | 9,96 s        | 2             | 2             |
| Gustaf Hendricks    | 10.000 m     | –            | –       | –             | –             | 30:56,83 min  |               |               |
| Reinhold Iita       | 5.000 m      | 14:30,65 min | 6       | ausgeschieden | ausgeschieden | ausgeschieden | ausgeschieden | ausgeschieden |
| Veranus Kamati      | 800 m        |              |         | 1:49,22 min   | 8             | ausgeschieden | ausgeschieden | ausgeschieden |
| Erwin Naimwhaka     | 400 m        | 48,82 s      | 7       | ausgeschieden | ausgeschieden | ausgeschieden | ausgeschieden | ausgeschieden |
| Mao Tjiroze         | 800 m        |              |         | 1:48,58 min   | 8             | ausgeschieden | ausgeschieden | ausgeschieden |
| Joseph Tjitunga     | Marathonlauf | –            | –       | –             | –             | 2:30:30 h     | 19            | 19            |
| Christoffel van Wyk | 100 m        | 11,03 s      | 5       | ausgeschieden | ausgeschieden | ausgeschieden | ausgeschieden | ausgeschieden |

Springen und Werfen
| Athleten     | Wettbewerb | Runde 1 | Runde 1 | Halbfinale | Halbfinale | Finale | Finale | Rang |
| Athleten     | Wettbewerb | Weite   | Rang    | Weite      | Rang       | Weite  | Rang   | Rang |
| ------------ | ---------- | ------- | ------- | ---------- | ---------- | ------ | ------ | ---- |
| Männer       |            |         |         |            |            |        |        |      |
| Stephan Louw | Weitsprung |         |         |            |            | 7,46 m | 9      | 9    |

### Radsport
| Athleten         | Wettbewerb       | Zeit          | Rang          |
| ---------------- | ---------------- | ------------- | ------------- |
| Frauen           |                  |               |               |
| Conny Kleynhans  | Straßenrennen    | nicht beendet | nicht beendet |
| Männer           |                  |               |               |
| Frank Bombosch   | Einzelzeitfahren | 59:44 min     | 25            |
| Frank Bombosch   | Straßenrennen    | 4:45:53 h     | 35            |
| Jacques Celliers | Einzelzeitfahren | 1:00:22 h     | 27            |
| Jacques Celliers | Straßenrennen    | nicht beendet | nicht beendet |
| Mannie Heymans   | Einzelzeitfahren | 56:46 min     | 16            |
| Mannie Heymans   | Straßenrennen    | 4:45:53 h     | 24            |
| Pierre Knotze    | Straßenrennen    | nicht beendet | nicht beendet |

### Schießen
| Athleten                       | Wettbewerb             | Qualifikation   | Qualifikation | Finale          | Finale | Rang |
| Athleten                       | Wettbewerb             | Ringe/ Scheiben | Rang          | Ringe/ Scheiben | Rang   | Rang |
| ------------------------------ | ---------------------- | --------------- | ------------- | --------------- | ------ | ---- |
| Männer                         |                        |                 |               |                 |        |      |
| Jacob Erasmus                  | Pistole – Zentralfeuer |                 |               | 536             | 22     | 22   |
| Jacob Erasmus Leon Malherbe    | Pistole – Zentralfeuer |                 |               | 1070            | 10     | 10   |
| Gideon Gous                    | Gewehr                 |                 |               | 279             | 15     | 15   |
| Gideon Gous Petrus Swart       | Gewehr                 |                 |               | 383             | 29     | 29   |
| Johan Laubser                  | Trap                   |                 |               | 63              |        |      |
| Johan Laubser Werner Leuschner | Trap                   |                 |               | 156             | 16     | 16   |
| Werner Leuschner               | Trap                   |                 |               | 49              |        |      |
| Leon Malherbe                  | 10 m Pistole           |                 |               | 562             | 16     | 16   |
| Leon Malherbe                  | 50 m Pistole           |                 |               | 520             |        |      |
| Leon Malherbe                  | Pistole – Zentralfeuer |                 |               | 566             | 12     | 12   |
| Leon Malherbe Friedhelm Sack   | 10 m Pistole           |                 |               | 1136            | 4      | 4    |
| Leon Malherbe Friedhelm Sack   | 10 m Pistole           |                 |               | 1062            | 5      | 5    |
| Friedhelm Sack                 | 10 m Pistole           |                 |               | 671,0           | 4      | 4    |
| Friedhelm Sack                 | 50 m Pistole           |                 |               | 636,4           | 8      | 8    |
| Petrus Swart                   | Gewehr                 |                 |               | 279             | 15     | 15   |

### Schwimmen
| Athleten        | Wettbewerb     | Qualifikation | Qualifikation | Halbfinale | Halbfinale | Finale | Finale |
| Athleten        | Wettbewerb     | Zeit          | Rang          | Zeit       | Rang       | Zeit   | Rang   |
| --------------- | -------------- | ------------- | ------------- | ---------- | ---------- | ------ | ------ |
| Frauen          |                |               |               |            |            |        |        |
| Anita Kruger    | 200 m Freistil | 2:16,44 min   |               |            |            |        |        |
| Anita Kruger    | 400 m Freistil | 4:42,45 min   |               |            |            |        |        |
| Irma Matthaei   | 200 m Freistil | 2:22,45 min   |               |            |            |        |        |
| Irma Matthaei   | 400 m Freistil | 4:56,88 min   |               |            |            |        |        |
| Männer          |                |               |               |            |            |        |        |
| Jörg Lindemeier | 100 m Brust    | 1:05,49 min   |               |            |            |        |        |
| Werner Wagner   | 200 m Lagen    | 2:15,09 min   |               |            |            |        |        |
| Werner Wagner   | 400 m Lagen    | 4:48,24 min   |               |            |            |        |        |